# ريو هايروز
ريو هايروز (باليابانية: 廣瀬龍) هو مدرب كرة قدم ولاعب كرة قدم ياباني، ولد في 19 أبريل 1956.